# Astioche (figlia di Attore)
Astioche (in greco antico: Ἀστυόχη?, Astyóchē) o Astiochia  è un personaggio della mitologia greca, figlia di Attore re di Orcomeno.

## Mitologia
Amata da Ares, non poté resistere al dio che la sorprese nel palazzo del padre. Da quest'unione nacque Tolomeo uno dei generali greci  che guidarono l'assedio di Troia.
Pausania il Periegeta le attribuisce invece i gemelli Ialmeno e Ascalafo. Entrambi parteciparono alla guerra di Troia, ponendosi a capo dell'esercito dei Mini.